# كيوشي إيتو
كيوشي إيتو (7 سبتمبر 1915 - 19 نوفمبر 2008) هو رياضياتي ياباني عمل في تطوير طرق في حساب التفاضل والتكامل العشوائي التي أصبحت تسمى حساب التفاضل والتكامل لايتو.
ولد إيتو في محافظة ميه في جزيرة هونشو ودرس في جامعة طوكيو، حصل على درجة البكالوريوس في عام 1938 ودرجة الدكتوراة في 1945.

## روابط خارجية
- كيوشي إيتو على موقع إن إن دي بي (الإنجليزية)